# 長洲太平清醮十字軍踩場事件
長洲太平清醮十字軍踩場事件，又稱長洲十字軍踩場事件，是2005年5月14日發生於香港離島區長洲的一起宗教衝突。

## 概要
2005年5月14日是長洲太平清醮，同時也是佛誕日。在當日約有30人著印有基督純道福音教會名稱之黃色Polo衫，於飄色巡遊時，持木製盾牌和長矛並高舉旗幟，呼喊「耶穌萬歲」、「基督必勝」、「基督不怕撒旦」等口號，效法十字軍發動「聖戰」，阻擋正要離開的舞獅隊伍，更企圖強闖會場，與主辦單位人員推撞，最後經警員調停後，該批人士才改道而行。

## 事後迴響
事件發生後，引來社會極大回響，於網路論壇上的相關討論更為熱鬧，基督純道福音教會更成為網友恥笑對象。部分香港高登網友除了嘲諷該教派外，還將長洲十字軍巡遊圖片合成為遊戲圖片。
由於此事件極不光彩，故許多主流新教教派紛紛表示該教派為異端或信仰不純正等、與事件中的教會劃清界線。
基督純道福音教會堅稱此事與之無關。